# Goril·la de les planes occidental

Cranis de mascle

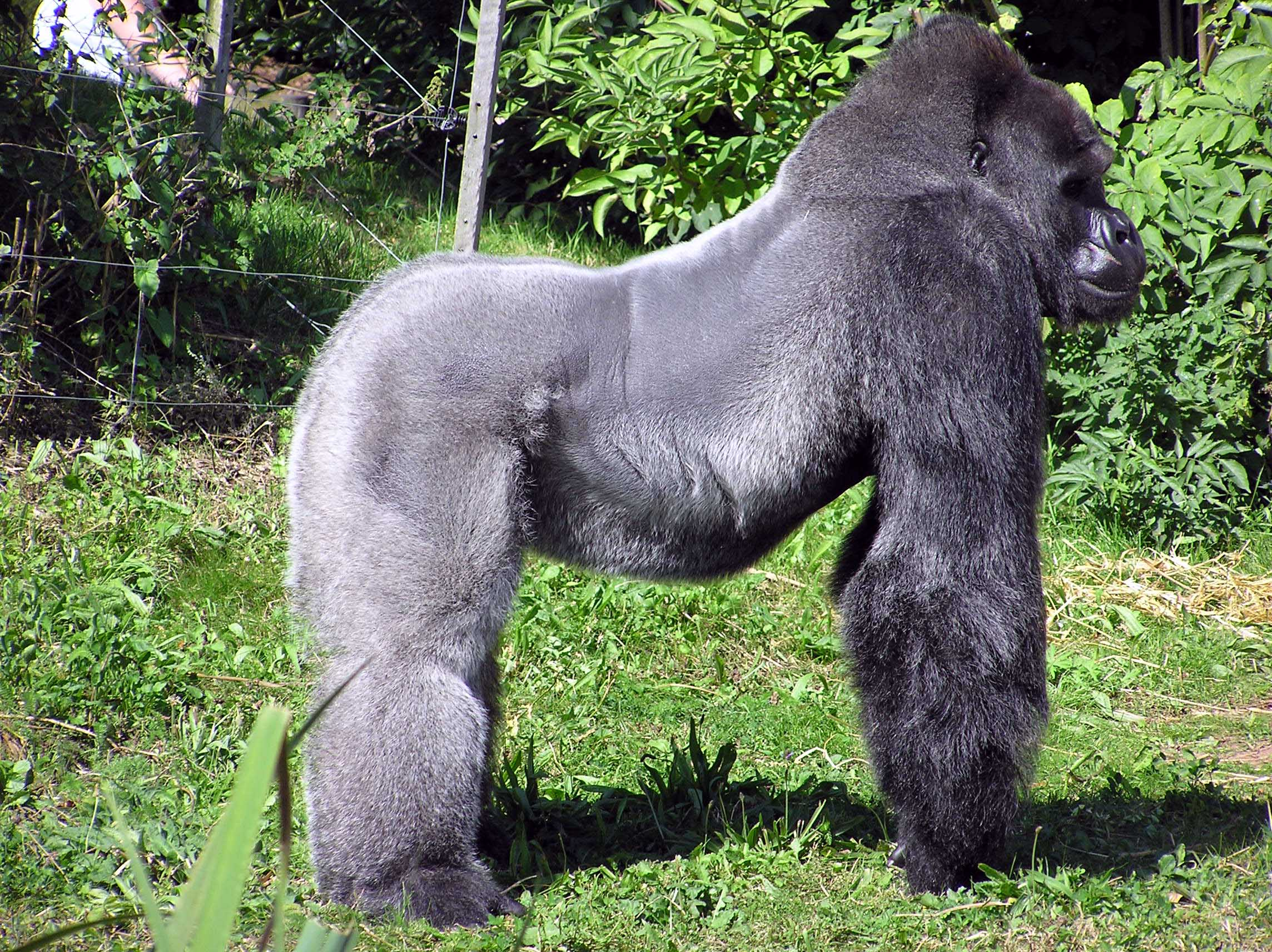
Mascle al zoo de Bristol

El goril·la de les planes occidental (Gorilla gorilla gorilla) és una subespècie de goril·la occidental (Gorilla gorilla) que viu en els boscos montans primaris i secundaris i en les zones baixes i pantanoses d'Angola, Camerun, República Central Africana, República del Congo, República Democràtica del Congo, Guinea Equatorial i Gabon. És el tipus de goril·la que es troba normalment en els zoològics. El Floquet de neu pertanyia a aquesta subespècie de goril·la.

## Comportament
Aquesta subespècie es desplaça en grups fins a uns 35 km del seu lloc d'origen, fins a uns 4 km diaris. No mostren un comportament territorial i grups veïns sovint se solapen (Bermejo, 2004, Doran et al., 2004). Semblen seguir un patró de desplaçament que respon a la disponibilitat de fruits madurs. Els caçadors humans i els lleopards poden influir en els seus patrons de desplaçament.
Viuen en grups familiars amb un mascle dominant, de cinc a set femelles adultes, cries i adolescents i possiblement uns pocs mascles no dominants. Es reprodueixen lentament, ja que les femelles no entren en edat reproductiva fins als nou o deu anys i aleshores només tenen un fill per part, aproximadament cada cinc anys.

## Mida
Aquesta és la subespècie de mida més petita dels goril·les. Un mascle dret pot fer d'1,5 a 1,8 m d'alt i pesar 140-270 kg. Les femelles fan 1,5 m d'alt i pesen aproximadament la meitat que els mascles.

## Dieta
Mengen plantes incloent el bambú i ocasionalment insectes i petits rèptils. Els mascles mengen uns 9 kg de menjar cada dia.

## Conservació
En la dècada de 1980 se'n censaren els de l'Àfrica equatorial, donant 100.000 individus. Posteriorment es van reduir a uns 50.000.
Nous descobriments han fet pujar aquest nombre i l'actual població s'estima en uns 150.000-200.000. Però segueixen vulnerables al virus de l'Ebola, la desforestació i la caça furtiva.
En els zoològics de tot el món n'hi ha uns 550.

## Galeria

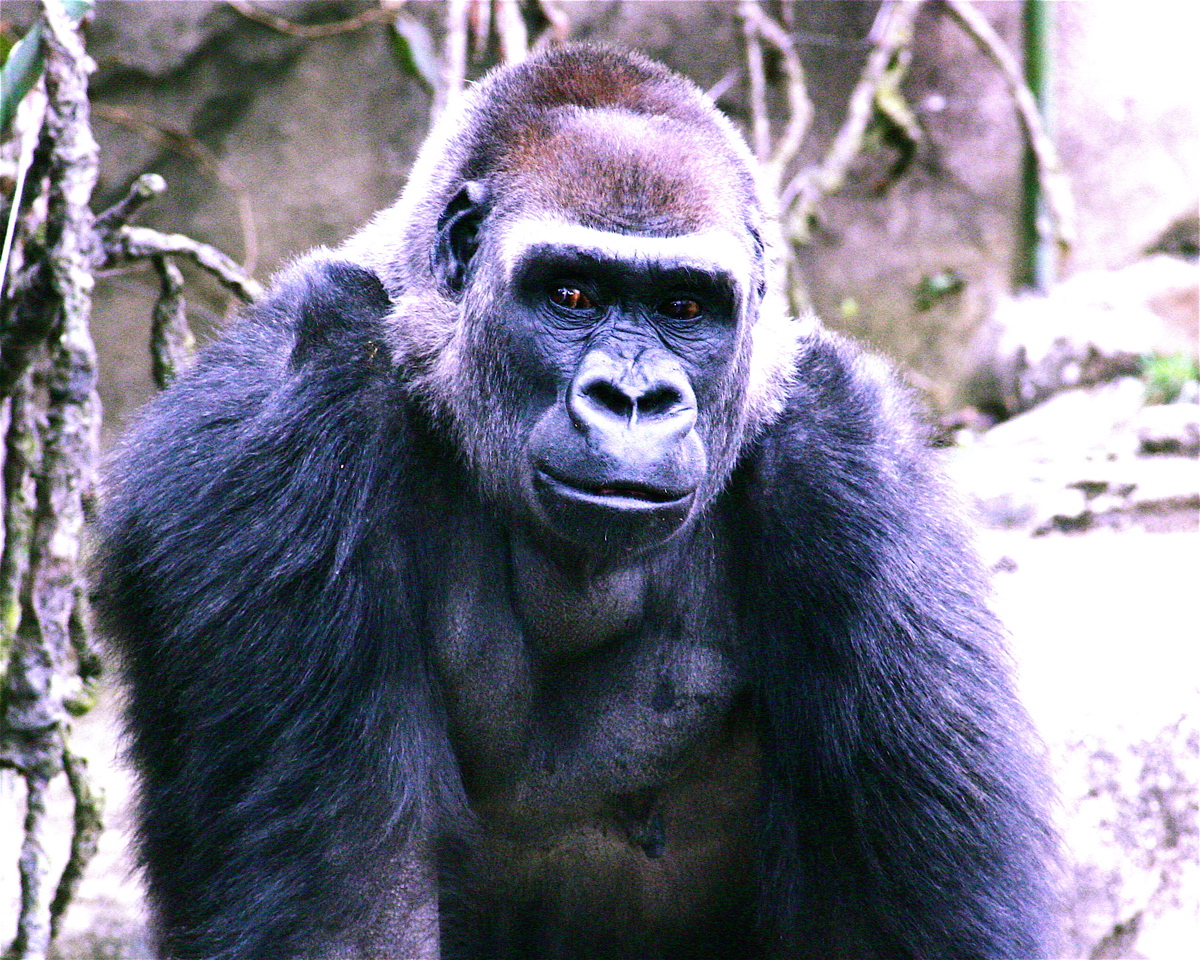
Goril·la de les planes occidental en el zoo de Cincinnati
- Vídeo d'un goril·la de les planes occidental en el Disney's Animal Kingdom
- Vídeo d'un goril·la de les planes occidental en el Disney's Animal Kingdom
- Vídeo d'un goril·la de les planes occidental en el Disney's Animal Kingdom